# Sportvereniging Dynamo (femminile)
La Sportvereniging Dynamo è una società pallavolistica femminile olandese, con sede ad Apeldoorn: milita nel campionato olandese di Eredivisie.

## Rosa 2024-2025
| N° | Nome                | Ruolo | Data di nascita   | Nazionalità sportiva |
| -- | ------------------- | ----- | ----------------- | -------------------- |
| 1  | Kirsten Knip        | L     | 14 settembre 1992 | Paesi Bassi          |
| 2  | Lotte Bruinsma      | S     | 20 giugno 2004    | Paesi Bassi          |
| 3  | Luna Strikwerda     | P     | 10 giugno 2006    | Paesi Bassi          |
| 4  | Veerle Buchwald     | L     | 20 febbraio 2005  | Paesi Bassi          |
| 5  | Britt van de Kooi   | C     | 10 agosto 2005    | Paesi Bassi          |
| 6  | Frederique van Veen | C     | 1º settembre 2003 | Paesi Bassi          |
| 7  | Fleur Schaars       | C     | 18 giugno 2000    | Paesi Bassi          |
| 8  | Silke Oost          | S     | 29 agosto 2004    | Paesi Bassi          |
| 10 | Jet Kok             | S     | 17 luglio 2004    | Paesi Bassi          |
| 11 | Sanne Konijnenberg  | P     | 30 agosto 2004    | Paesi Bassi          |
| 12 | Suus Gerritsen      | O     | 7 ottobre 2005    | Paesi Bassi          |
| 13 | Dagmar Mourits      | S     | 13 marzo 2004     | Paesi Bassi          |
| 14 | Saar Meijer         | S     | 2 luglio 2008     | Paesi Bassi          |